# Stefan Beinlich
Stefan „Paule“ Kurt Martin Beinlich (* 13. Januar 1972 in Ost-Berlin) ist ein ehemaliger deutscher Fußballspieler und heutiger -funktionär. Zuletzt war er von November 2019 bis März 2023 Leiter der Nachwuchsabteilung von Hansa Rostock.

## Karriere

### Vereine
Der defensive Mittelfeldspieler begann in der Jugend des BFC Dynamo mit dem Fußballspiel. 1988 wurde er dort aus dem Kader aussortiert. Der offizielle Grund dafür waren Herzrhythmusstörungen, die Beinlich tatsächlich hatte, entscheidender waren nach eigener Einschätzung jedoch familiäre Westkontakte. Er wechselte deshalb zum Pankower Verein BSG Bergmann-Borsig und begann eine Lehre beim VEB Bergmann-Borsig als Elektriker. Für Bergmann-Borsig spielte er zunächst in der Jugendmannschaft, dann in der Saison 1990/91 zwanzig mal in der zweitklassigen DDR-Liga (fünf Tore). In dieser Zeit begann Beinlich eine Umschulung zum Handelskaufmann, die er aber abbrach, um sich arbeitslos zu melden und öfter trainieren zu können.
Nachdem er mit Bergmann-Borsig beim DFB-Pokal-Spiel gegen die Amateure des Hamburger SV im September 1991 eine überzeugende Leistung erbracht hatte, zeigte Gerd-Volker Schock, damals HSV-Bundesliga-Trainer, Interesse an einer Verpflichtung Beinlichs. Im selben Monat nahm er an einem Probetraining beim FC Bayern München teil. Mitte Oktober 1991 unterschrieb „Paule“, wie Beinlich oft gerufen wird, beim englischen First-Division-Verein Aston Villa seinen ersten Profivertrag und wechselte gemeinsam mit Matthias Breitkreutz nach England. Insgesamt spielte Beinlich für Villa 16-mal in der First Division bzw. Premier League (ein Tor), damals noch im Angriff.
Nach seiner „Lehrzeit“ auf der Insel spielte der vor allem für seine gefährlichen Freistöße bekannte Beinlich für die Bundesligisten Hansa Rostock (1994 bis 1997), Bayer 04 Leverkusen (1997 bis 2000) und Hertha BSC. Mit Hansa Rostock stieg er 1995 in die Bundesliga auf, wurde zwei Mal hintereinander vereinsinterner Torschützenkönig und stellte hierbei in der Saison 1994/95 einen Zweitligator-Rekord (15 Tore) für die Kogge auf, der erst 2022 durch John Verhoek gebrochen wurde. 2003 kehrte der Linksfuß seiner Heimatstadt Berlin erneut den Rücken und wechselte zum Hamburger SV. Bis zum Ende der Saison 2005/06 bestritt Stefan Beinlich 279 Bundesligaspiele, in denen er 56 Tore erzielte. Seit der Saison 2006/07 spielte Beinlich wieder für seinen früheren Verein Hansa Rostock. Dort wurde er von Frank Pagelsdorf zum Kapitän ernannt. Am Ende der Saison stieg er mit Rostock in die Bundesliga auf, konnte jedoch wegen vieler Verletzungen den direkten Wiederabstieg in die 2. Fußball-Bundesliga nicht verhindern. Durch eine Knorpelabsprengung im Knie sowie einen Einriss des Außenmeniskus Mitte der zweiten Halbserie der Saison 2007/08 musste Beinlich seine Karriere beenden. Zum Ausklang spielte er 2010 mit seinem ehemaligen Spielerkollegen und heutigen Spielertrainer Heiko März beim SV Warnemünde Fußball in der Verbandsliga Mecklenburg-Vorpommern.
Beinlich gewann dreimal in Folge den Liga-Pokal: 2001 und 2002 mit Hertha BSC und 2003 mit dem HSV. Stefan Beinlich bestritt am 15. November 2009 sein Abschiedsspiel vor 18.900 Zuschauern im Rostocker Ostseestadion.

### Nationalmannschaft
Beinlich trug fünfmal das Trikot der deutschen Nationalmannschaft. Er debütierte dabei am 2. September 1998 beim Freundschaftsspiel gegen Malta. Zuletzt eingesetzt wurde er am 16. August 2000 beim 4:1-Erfolg gegen Spanien, dem ersten Spiel unter Rudi Völler als Teamchef der Nationalmannschaft.

### Nach der aktiven Karriere
Am 30. Mai 2010 wurde Stefan Beinlich offiziell als Hansa-Manager und Nachfolger des beurlaubten René Rydlewicz vorgestellt. Im Januar 2011 verlängerte er seinen bis zum Ende der laufenden Spielzeit befristeten Vertrag um ein weiteres Jahr bis 30. Juni 2012. Nach einem Jahr Drittklassigkeit stieg er mit dem F.C. Hansa wieder in die 2. Bundesliga auf. Am 8. Juni 2012 trat Beinlich von seinem Manager-Amt bei Hansa Rostock zurück. 2013 wurde er Geschäftsführer des Leichtathletikvereins 1. LAV Rostock.
Ende November 2019 stellte Hansa Rostock seinen ehemaligen Spieler Beinlich als neuen Leiter des vereinsinternen Nachwuchsleistungszentrums (NLZ) vor. Beim 1. LAV Rostock übt er parallel dazu weiterhin das Amt des Geschäftsführers aus. Im Dezember 2021 verlängerten Hansa und Beinlich ihre erfolgreiche Zusammenarbeit – Beinlich war mitverantwortlich für die Professionalisierung des NLZ und die Aufstiege der U17- und U19-Mannschaften in die Bundesliga – bis 2025. Im Februar 2023 gab Hansa Rostock bekannt, dass Beinlich den Vertrag vorzeitig zu Ende März 2023 aus persönlichen Gründen auflöst.

## Trivia
In der Folge 2.9 Looking for Beinlich der Fernsehserie Berlin, Berlin spielt Beinlich sich selbst.

## Erfolge
Hansa Rostock
- Meister der 2. Bundesliga: 1995
- Aufstieg in die Bundesliga: 1995, 2007

Bayer Leverkusen
- Deutscher Vizemeister: 1999, 2000
- Viertelfinale UEFA Champions League: 1998

Hertha BSC
- Ligapokal-Sieger: 2001, 2002

Hamburger SV
- Ligapokal-Sieger: 2003